# Bambergi főegyházmegye
A  Bambergi főegyházmegye (lat. Archidioecesis Bambergensis) a Római katolikus egyház egyik egyházmegyéje Bajorországban, egyike a 27 római katolikus egyházmegyének in Németországban. Körülbelül a népesség egyharmada katolikus (2006-ban 38,1%). 15,6%-os arányával ebben az egyházmegyében a legmagasabb a vasárnapi templombajárók számaránya egész Németországban. A főegyházmegye átfogja Felső-Frankföld és Közép-Frankföld nagy részét, Alsó-Frankföld és Felső-Pfalz kis részét. Székhelye Bamberg. A Speyeri, az Eichstätti és  Würzburgi egyházmegyék a főegyházmegye alá tartozó püspökségek . 1007-ben mint püspökséget alapították az Eichstätti és a Würzburgi egyházmegye bizonyos részeiből. 1817-ben emelték főegyházmegyei rangra.

## Szomszédos egyházmegyék
- Rottenburg-Stuttgarti egyházmegye (délnyugat)
- Würzburgi egyházmegye (nyugat)
- Erfurti egyházmegye (észak)
- Drezda-Meißeni egyházmegye (északkelet)
- Plzeňi egyházmegye (kelet)
- Regensburgi egyházmegye (délkelet)
- Eichstätti egyházmegye (dél)
- Augsburgi egyházmegye (dél)

## Fordítás
Ez a szócikk részben vagy egészben  a   Roman Catholic Archdiosese of Bamberg című angol Wikipédia-szócikk fordításán alapul.  Az eredeti cikk szerkesztőit annak laptörténete sorolja fel. Ez a jelzés csupán a megfogalmazás eredetét és a szerzői jogokat jelzi, nem szolgál a cikkben szereplő információk forrásmegjelöléseként.